# São Cristóvão e Neves nos Jogos Pan-Americanos de 2019
São Cristóvão e Neves competiu nos Jogos Pan-Americanos de 2019 em Lima de 26 de julho a 11 de agosto de 2019.
Um total de quatro atletas (dois por gênero, todos no atletismo) foram nomeados para a equipe em julho de 2019. O chefe de missão da equipe foi Lester Hanley. Durante a  cerimônia de abertura dos jogos, o saltador em altura Jermaine Francis foi o porta-bandeira do país na parada das nações.

## Preparação
O Comitê Olímpico de São Cristóvão e Neves asssitiu financeiramente dez atletas de pista e campo e dois mesatenistas em sua tentativa de atingir marcas para competir nos jogos. O país tentou qualificação em múltiplos esportes, porém o tamanho da delegação foi menor em relação a quatro anos antes em Toronto, Canadá.

## Competidores
Abaixo está a lista de competidores (por gênero) participando dos jogos por esporte/disciplina.
| Esporte   | Homens | Mulheres | Total |
| --------- | ------ | -------- | ----- |
| Atletismo | 2      | 2        | 4     |
| Total     | 2      | 2        | 4     |

## Atletismo (pista e campo)

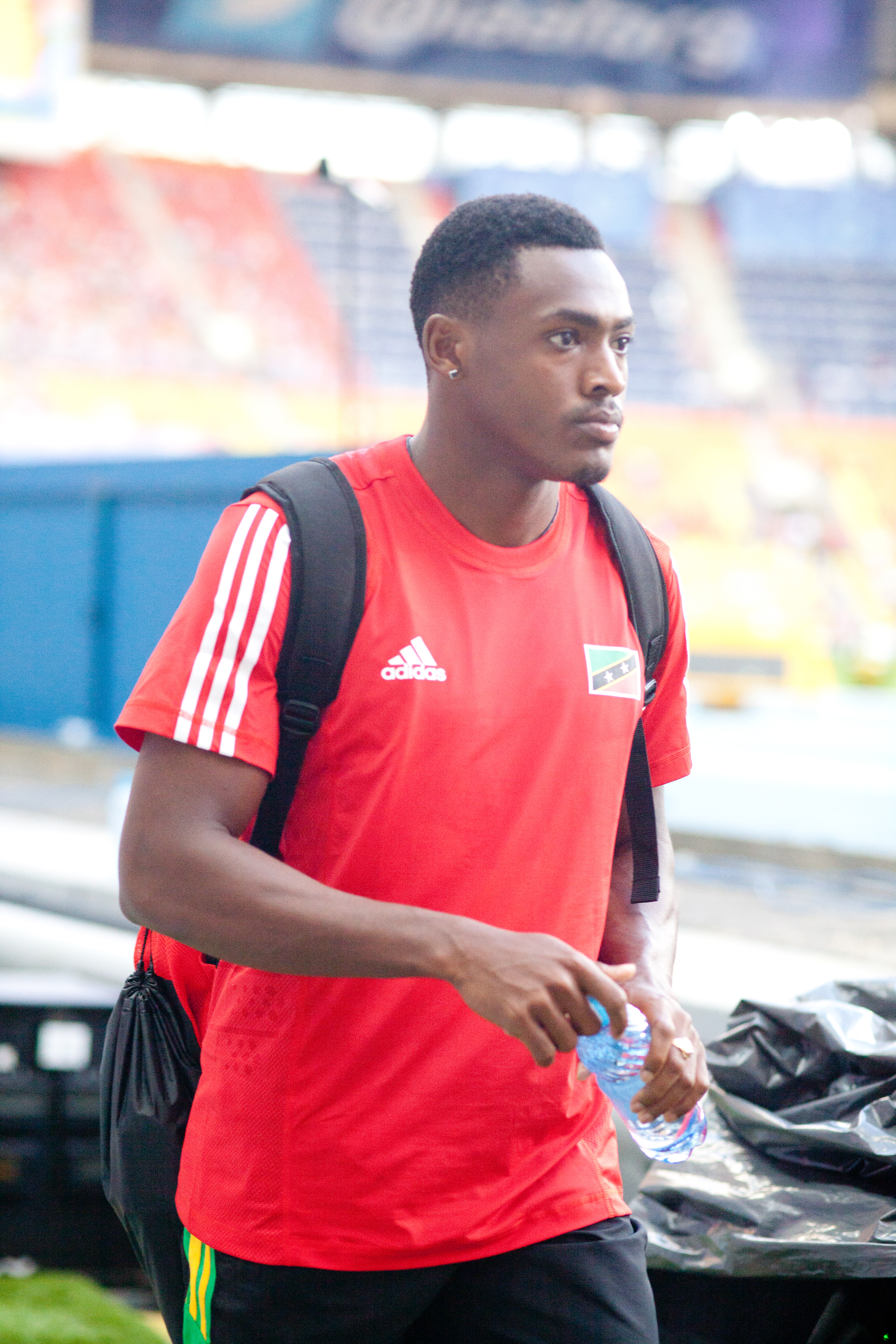
Jason Rogers conseguiu a melhor posição do país nos jogos, com o 7º lugar nos 100 m rasos.

Todos os quatro atletas de São Cristóvão e Nevis competiram no atletismo.
Chave
- Nota– Posições nos eventos de pista são para a fase inteira
- q = Qualificado para a próxima fase como derrotado mais rápido
- SB = Melhor da temporada

Eventos de pista
| Atleta          | Evento                       | Semifinais | Semifinais | Final       | Final       |
| Atleta          | Evento                       | Resultado  | Posição    | Resultado   | Posição     |
| --------------- | ---------------------------- | ---------- | ---------- | ----------- | ----------- |
| Jason Rogers    | 100 m masculino              | 10.36      | 7º q       | 10.40       | 7º          |
| Shenel Crooke   | 100 m feminino               | 12.36      | 21ª        | Não avançou | Não avançou |
| Reanda Richards | 400 m com barreiras feminino | 59.42      | 13ª        | Não avançou | Não avançou |

Eventos de campo
| Atleta           | Evento                    | Final     | Final   |
| Atleta           | Evento                    | Distância | Posição |
| ---------------- | ------------------------- | --------- | ------- |
| Jermaine Francis | Salto em altura masculino | 2.10 SB   | 13º     |